# Geschichte der Stadt Neustadt am Kulm
Dieser Artikel behandelt die Geschichte der Stadt Neustadt am Kulm sowie die Geschichte der Besiedlung des Rauhen Kulms vor der Stadtgründung.

## Geschichte

### Vor- und frühmittelalterliche Siedlungsgeschichte
Der Rauhe Kulm, der vulkanischen Ursprungs ist, war bereits für Menschen in der Jungsteinzeit (Neolithikum) ein Anziehungspunkt, was Untersuchungen von Adalbert Neischl aus den Jahren 1908–1910 belegen. Bei neueren Ausgrabungen wurden drei jungsteinzeitliche Pfeilspitzen, bestehend aus Feuerstein, entdeckt. Diese und weitere Funde aus verschiedenen Epochen im Gebiet der Flednitz deuten darauf hin, dass der Rauhe Kulm, möglicherweise aus religiösen Gründen, immer wieder Ort jungsteinzeitlicher Treffen war. Durchgehend besiedelt wurde das Gebiet um den Rauhen Kulm vermutlich ab der Bronzezeit, sicher aber seit der eisenzeitlichen Hallstattzeit (800–450 v. Chr.). Ende der 1960er Jahre wurde im Schuttkegel ein nicht verwendetes Bronzebeil aus der späten Bronzezeit entdeckt, das vermutlich als Opfergabe niedergelegt wurde und die Bedeutung des Ortes in der damaligen Zeit untermauert.
Im Laufe der Jahrhunderte lebten Kelten, Narisker, Hermunduren, Thüringer und Slawen am Fuße des Rauhen Kulms. Die heute bekannten und bestehenden Siedlungen entstanden um die Jahrtausendwende.
Kulm bezeichnet in den slawischen Sprachen allgemein einen Hügel beziehungsweise einen Berg. Der Rauhe Kulm stellt den natürlichen Mittelpunkt der Flednitz dar, der slawischen beziehungsweise naabwendischen Siedlungskammer im Einzugsgebiet des Flusses Heidenaab. Der Rauhe Kulm, im Volksmund auch Großer Kulm genannt, hat zwei Brüder in unmittelbarer Nähe: westlich den Kleinen beziehungsweise Schlechten Kulm und östlich den Kühhübel. Im 8. und 9. Jahrhundert n. Chr. existierten am Rauhen Kulm laut Adalbert Neischl vermutlich karolingerzeitliche Befestigungen, auf die Funde von Keramiken und Eisenobjekte sowie Überreste von Befestigungsanlagen unterhalb der mittelalterlichen Ringwälle hindeuten. Bei Ausgrabungen unter Leitung von Hans Losert von der Universität Bamberg wurden im Sommer 2007 unter anderem ein silberner Schläfenring sowie Keramik und im Sommer 2011 unter anderem ein Fingerring aus Bronze aus dieser Zeit gefunden sowie eine keltische Drehscheibenware entdeckt. Im Sommer 2015 wurden aufschlussreiche Scherben und kleine historische Schätze wie Speerspitzen der Slawen und Ungarn gefunden.

### Hoch- und Spätmittelalter

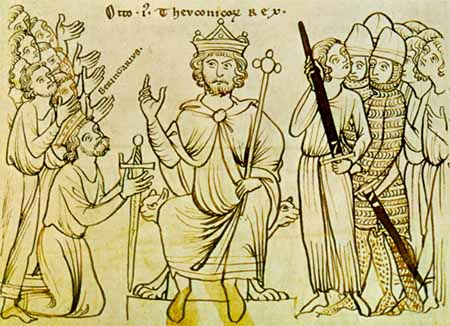
Kaiser Otto I.: Sieg über Berengar II. (Illustration einer Handschrift der Weltchronik Ottos von Freising, um 1200 (Mailand, Biblioteca Ambrosiana, Ms. f. 129sup))

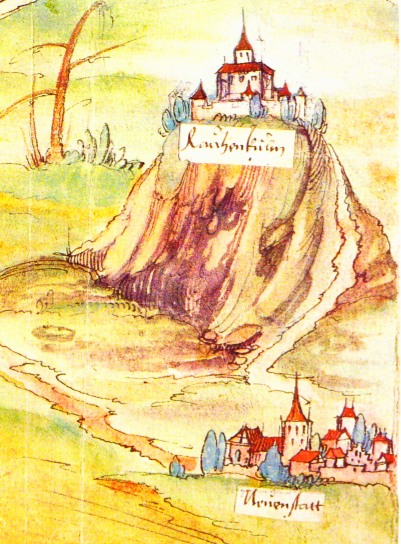
Festung Rauher Kulm auf der Göppermannsbühl-Karte von 1531

Über die Entstehung der hochmittelalterlichen Burg gibt es keine gesicherten Quellen. Aus der Stiftungsurkunde des Benediktinerklosters Michelfeld bei Auerbach aus dem Jahr 1119 geht zwar hervor, dass der Leutenberger Bucco de Culmen einen Ansitz auf einem der beiden Kulme hatte. Er wäre damit der erste wissenschaftlich belegte Burgherr der Festung auf dem Kulm gewesen. Es ist jedoch unklar, ob der Rauhe oder der benachbarte Kleine Kulm, ebenfalls vulkanischen Ursprungs, gemeint ist. Denkbar aber unwahrscheinlich ist, dass es sich um ein Gebäude in der Ortschaft Kulmain gehandelt hat. Neben der Festung auf dem Rauhen Kulm existierte eine zweite auf dem Kleinen Kulm (siehe Burgstall Schlechtenkulm). Bei Grabungen wurden Scherben, Pfeilspitzen, Kreuze und Münzen aus dieser Zeit ans Tageslicht befördert. Der Bau der Burg war laut Losert Teil der Strategie König Ottos I. des Großen, der die heraufziehende Gefahr durch die Ungarn eindämmen wollte. Beim Bau der Burg um das Jahr 950 kamen Sandstein, Fachwerk und Ziegel zum Einsatz. Neben der militärischen Nutzung wurde die Burg auch von Frauen und Kindern bewohnt, was verschiedene Funde, unter anderem mehrere Spinnwirtel, ein Webschwertchen und ein großes Eisenmesser beweisen. Wollespinnen war eine typische Frauenarbeit. Der Rauhe Kulm und die nähere Umgebung waren damals im Gegensatz zu heute nicht bewaldet, da dies die Sicht auf mögliche herannahende Angreifer versperrt hätte und dadurch eine große Schwachstelle gewesen wäre.

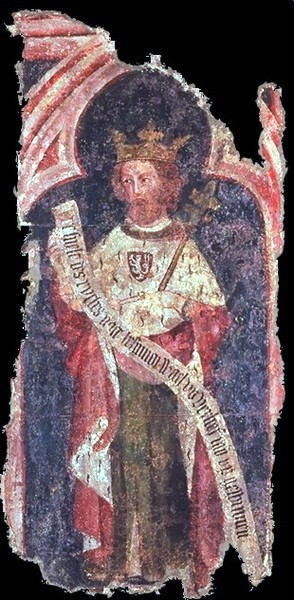
Karl IV., Wandbild um 1360/70

Im Jahr 1281 verpfändeten Landgraf Friedrich von Leuchtenberg und sein Sohn das Castrum Culme zusammen mit dem Berg und den umliegenden Dörfern Filchendorf, Mockersdorf, Scheckenhof, Speichersdorf und Wirbenz an Burggraf Friedrich III. von Nürnberg. Der Wert des Pfandes belief sich auf 400 Mark Silber. Am 13. Januar 1370 gestattete Kaiser Karl IV. in Prag dem Nürnberger Burggrafen Friedrich V. eine mit Mauern, Erkern und Türmen befestigte Stadt zwischen den beiden Kulmen zu errichten. Der ursprüngliche Name der neuen Stadt war Newenstat zwischen den Kulmen. Auf Bitten des Kurfürsten Friedrich von Brandenburg verlieh König Sigismund von Luxemburg der neuen Stadt am 4. Februar 1427 das Halsgericht. Das Neustädter Stadtwappen illustriert die geographische Lage zwischen den beiden Bergen.
Burggraf Johann III. von Nürnberg ließ 1413 an der südlichen Stadtmauer den Karmel zur Heiligen Dreifaltigkeit bestehend aus Kirche und Kloster für einen Konvent der Beschuhten Karmeliten bauen. Papst Johannes XXII. erteilte 1413 die Erlaubnis zur Klostergründung, die noch im selben Jahr mit einer Erstausstattung an Besitzungen vollzogen wurde. Im Jahr 1414 wurde die Klosterkirche errichtet. Der 1416 zugeteilte Terminierbezirk, das Gebiet, in dem ein Konvent Almosen erbetteln durfte, wurde von den Bezirken der Karmelitenklöster in Bamberg und Nürnberg abgegrenzt. Bei einem Einfall hussitischer Verbände im Jahr 1430 ging Neustadt am Kulm in Rauch und Flammen auf, während die beiden Burgen dem Ansturm standhielten.
Im Jahr 1462 wurde Neustadt während des Fürstenkriegs erneut in Brand gesetzt, diesmal allerdings von seinen eigenen Bürgern, die anschließend in der Burg auf dem Kleinen Kulm Zuflucht suchten. Hintergrund war, dass bayerische beziehungsweise böhmische Söldner in markgräfliches Gebiet eingefallen waren, nachdem Markgraf Albrecht Achilles von Brandenburg vom damals herrschenden Kaiser des Heiligen Römischen Reiches Friedrich III. die Vollstreckung der Reichsacht über Herzog Ludwig IX. den Reichen von Bayern-Landshut und den Kurfürsten Friedrich I. von der Pfalz übertragen worden war. Die Burgen auf den beiden Kulmen hielten auch diesem feindlichen Ansturm stand.
Um das Gebiet des Fürstentums Bayreuth bei Angriffen schützen zu können, wurde ab 1498 ein großes Alarmierungssystem aufgebaut. Beschrieben wurde es in der von Markgraf Friedrich erlassenen Wartordnung von 1498. Das ausgefeilte Beobachtungs- und Signalisierungssystem bestand aus zahlreichen Warttürmen. Solche Signalposten gab es unter anderem auf
- dem Katharinenberg bei Wunsiedel
- der Burg Thierstein bei Thierstein
- dem Weißenstein bei Stammbach
- der Plassenburg bei Kulmbach
- dem Wartberg bei Hof
- dem Rauhen Kulm bei Neustadt
- dem Schneeberg, das sogenannte „Backöfele“

Diese Türme waren phasenweise ständig mit Wachen besetzt. Bei heraufziehender Gefahr wurde ein Feuer entzündet. So konnte der Alarm ohne Verzögerung dem nächsten Posten angezeigt werden.

### Nach der Reformation

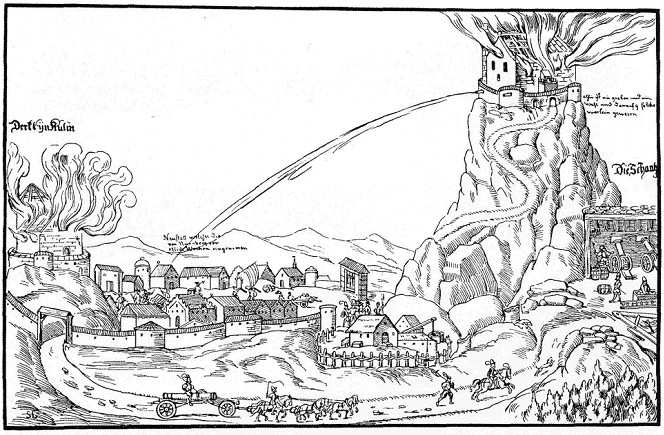
Belagerung der markgräflichen Veste auf dem Rauhen Kulm durch Truppen der Reichsstadt Nürnberg im Jahre 1554, links (westlich) Neustadt am Kulm und die Burg auf dem Kleinen Kulm

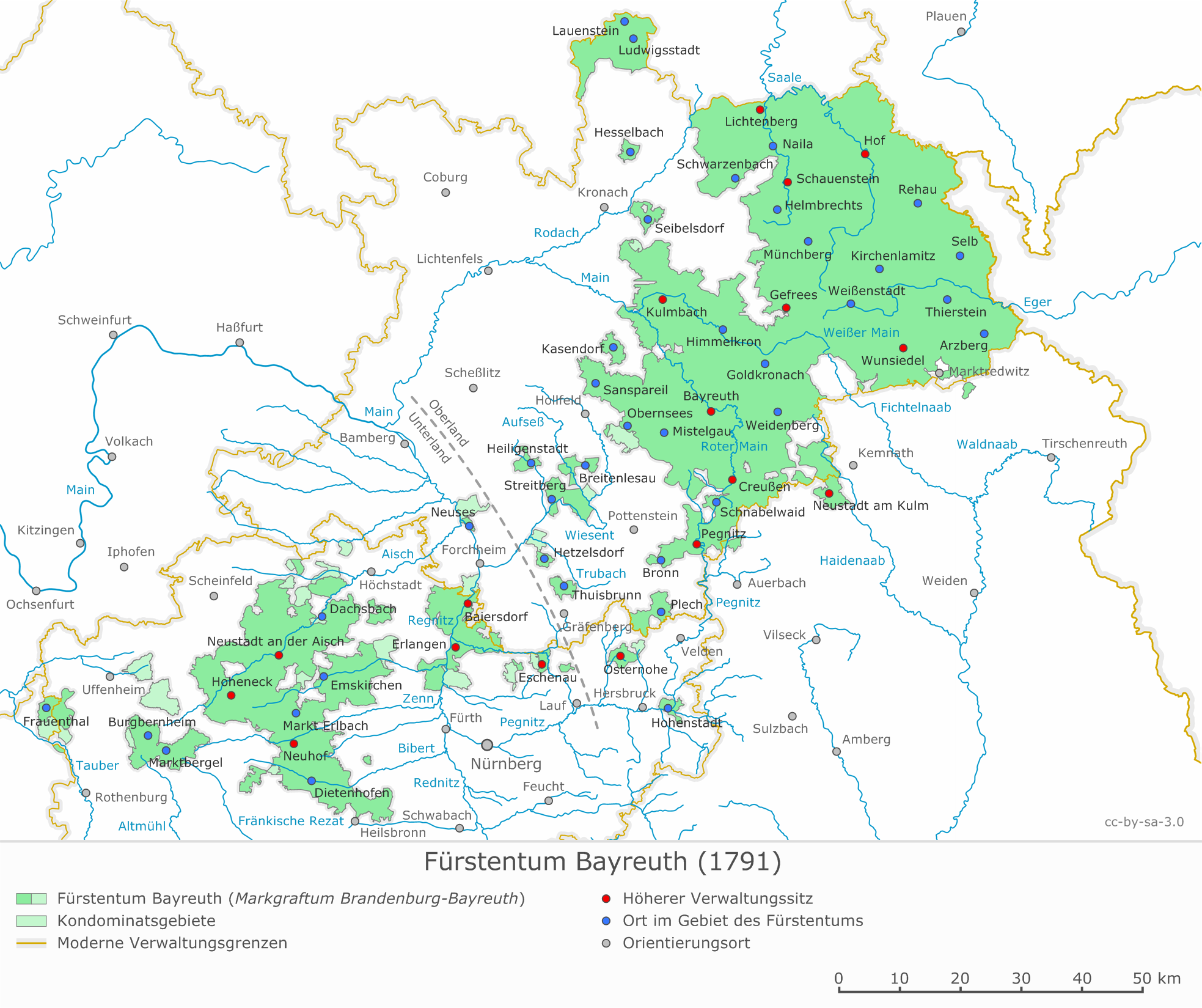
Territorium des Fürstentums Bayreuth (1791): das obergebirgische Fürstentum selbst ist wieder gegliedert in Ober- und Unterland

Im Zuge der Reformation wurde Neustadt am Kulm im Jahr 1527 nach dem Grundsatz cuius regio, eius religio, Georg dem Frommen, Markgraf von Brandenburg-Ansbach und Verwalter des Fürstentums Kulmbach, folgend, protestantisch. Das Karmelitenkloster wurde aufgelöst, im Jahr 1531 brannte es ab. Das ehemalige Konventgebäude und die Kirche wurden 1633 erneut von Bränden heimgesucht. Anfang des 18. Jahrhunderts wurde die ehemalige Klosterkirche unter Beibehaltung spätgotischer Teile als evangelisch-lutherische Pfarrkirche vergrößert, die noch besteht.
Während des vom Markgrafen Albrecht Alcibiades von Kulmbach provozierten Zweiten Markgrafenkriegs (1552–1555), auch Bundesständischer Krieg genannt, wurden 1554 die Burgen auf dem Rauhen und dem Kleinen Kulm etwa ein Jahr lang von Truppen der Reichsstadt Nürnberg, Bambergern, Würzburgern und Bayern unter Führung des churfürstlichen Landrichters Hans Umseher von Waldeck belagert, die Bewohner ausgehungert und die Gebäude völlig zerstört. Der Festungskommandant von Heydenab übergab die Festung am Rauhen Kulm am 28. Juni 1554. Anschließend wurde sie mit Schrauben gesprengt, die dreifachen Mauern wurden geschleift und zerstört. In diesem Krieg wurden auch die Städte Kulmbach und Bayreuth niedergebrannt. Anschließend verwalteten die Amtsleute der Markgrafen von der Kulmstadt aus das umliegende Land. Um die Stadtmauern zu verstärken, wurden teilweise Steine der mittelalterlichen Wälle beider Burganlagen in die Stadt geschafft. Neustadt am Kulm blieb nach der Reformation bis in die Gegenwart evangelisch, während das Umland, beispielsweise die Städte Eschenbach, Grafenwöhr, Kemnath und die Gemeinde Speichersdorf um das Jahr 1620 und später mehrmals das Bekenntnis wechselten. Die konsequente Ausrichtung der Stadt am evangelisch-lutherischen Bekenntnis zeigt sich auch daran, dass Willibald Caspari, der von 1560 bis 1589 Pfarrer in Neustadt am Kulm war, Mitunterzeichner der Formula Concordiae war. Zusammen mit Filchendorf und dem Weiler Scheckenhof gehörte die Stadt zwischen den Kulmen fortan zum Markgraftum Brandenburg-Ansbach-Bayreuth, auch Fürstentum Ansbach genannt.
Im Jahr 1622 wurde die Stadt zwischen den Kulmen markgräfliche Münzstätte. Verarbeitet wurden unter anderem die Werkstoffe Kupfer und Silber. Archäologisch belegt ist die Produktion von hammergeprägten Sechsbätznern mit dem retrograden Münzbuchstaben N. Hinzu kam eine Sorte von Kupferkreuzern mit Zollernschild und Wertangabe, die dem Produktionsstandort Neustadt ebenfalls zweifelsfrei zugeordnet werden kann. Aufgrund des geringen Silbergehalts und des wenig überzeugenden äußeren Erscheinungsbildes wurde die Münzprägeanstalt relativ schnell wieder geschlossen.

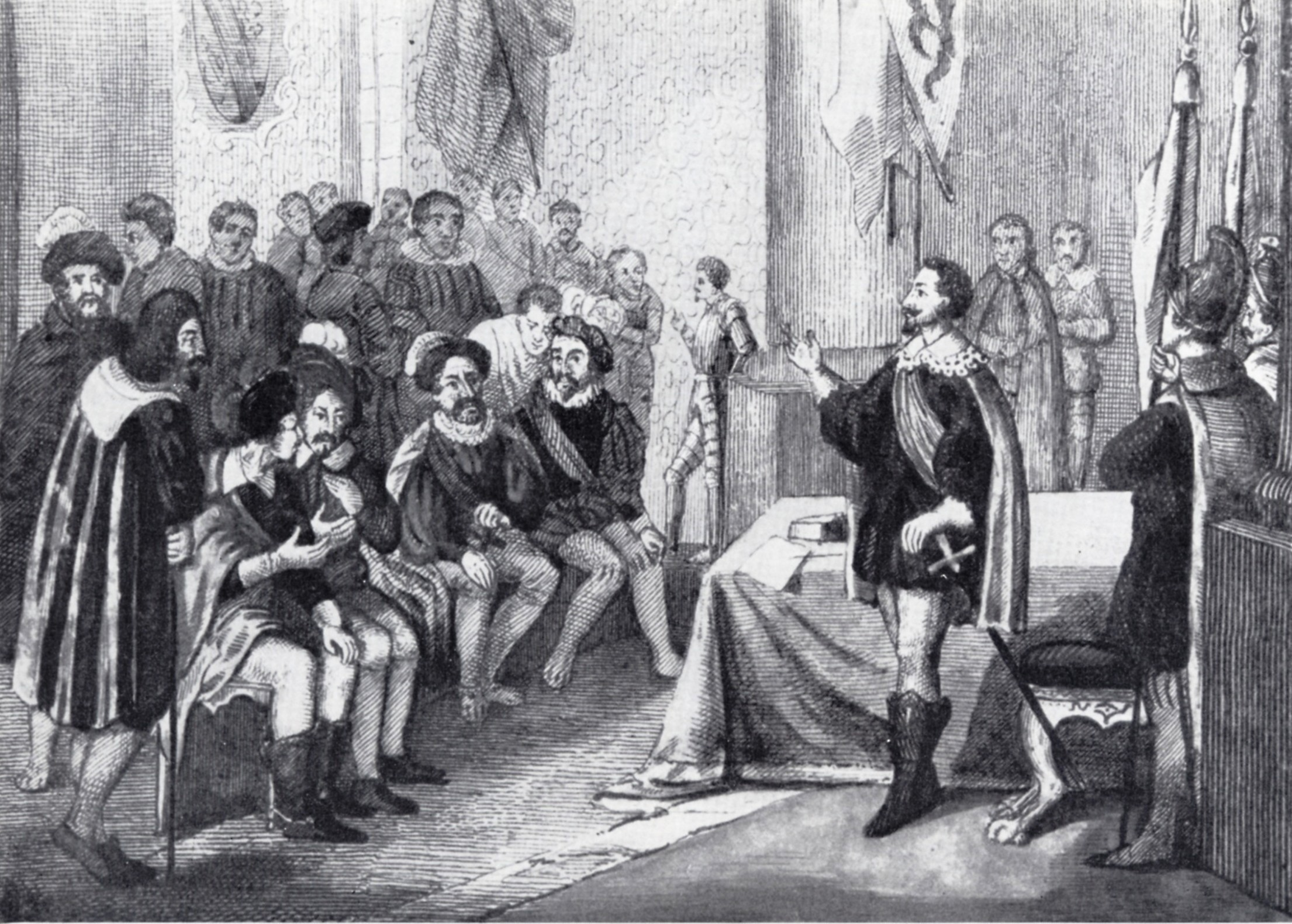
Gründung des Heilbronner Bundes 1633 (Lithographie um 1842)

Trotzdem gewann die Stadt in dieser Zeit wegen guter Handelsbeziehungen und ihrer Handwerker zunehmend an Bedeutung. Dennoch blieb sie in der Folgezeit nicht von Unheil verschont: Der Dreißigjährige Krieg (1618–1648), insbesondere die Periode des Schwedischen Kriegs (1630–1635), setzte der Stadt schwer zu. Besonders unheilvoll war das Jahr 1634, als die Stadt zwischen den Kulmen fast komplett zerstört wurde. Neustadt gehörte dem Heilbronner Bund (1633–1635) an, einem Bündnis zwischen Schweden und den protestantischen Ständen der fränkischen, schwäbischen, kurrheinischen und oberrheinischen Reichskreise gegen die kaiserlich-katholische Liga. Außerdem gab es in dieser Zeit circa 250 Pesttote zu beklagen. Georgius Hornius verbrachte einen Teil seiner Kindheit in dieser Zeit in der Stadt.
Nach dem Westfälischen Frieden wurden in den Jahren 1650 bis 1660 in Oberösterreich in der Gegend von Eferding, Linz und Wels zahlreiche Menschen aufgrund ihres evangelischen Bekenntnisses vertrieben. Ab dem Jahr 1656 mussten sich Protestanten in Niederösterreich entscheiden, ob sie ihrem Bekenntnis treu bleiben und Österreich verlassen oder die Konfession um der Heimat willen wechseln wollten. Auch in der Churpfalz wurden Menschen gezwungen, aufgrund ihres Bekenntnisses ihre Heimat zu verlassen. Die Exulanten gingen größtenteils nach Siebenbürgen oder Deutschland. Neben vielen anderen Städten nahm Neustadt zahlreiche Glaubensflüchtlinge, hauptsächlich Bürger und Handwerker, auf. Die Bevölkerungszahl stieg dadurch etwas an.
Wegen der vielen guten Handwerker in Neustadt am Kulm erließ Markgraf Friedrich Wilhelm und Markgraf Georg Albrecht als Obervormund im Auftrag seines minderjährigen Vetters und Pflegesohnes Christian Ernst, ebenfalls Markgraf zu Brandenburg, am 12. November 1659 eine Zunftordnung für die Neustädter Weber. Johann Tresenreuther war in dieser Zeit Kantor in Neustadt am Kulm, sein Sohn Johann Adam Tresenreuter kam 1676 in Neustadt zur Welt. Als Teil des Verwaltungsgebiets des Fürstentums Bayreuth wurde um das Jahr 1680 das Oberamt Neustadt am Kulm eingerichtet.
Im Jahr 1693 kam eine starke Kompanie unwillkommener Husaren in die Stadt und quartierte sich unter Anwendung von Gewalt ein. Zudem wollten die Reiter die Bevölkerung der Stadt übel traktieren. Bei der Abwehr dieser Gefahr wurden die Einwohnerinnen der Stadt zu Heldinnen: Mit Harnischen bekleidet und unter Einsatz von Heu-, Mist- und Ofengabeln sowie Stangen, Dreschflegeln und was ihnen sonst noch in die Hand kam, jagten sie die Eindringlinge durch die Stadttore hinaus. Nach getanem Werk verriegelten sie die Tore der Stadt.
Georg Albrecht Stübner war von 1703 bis 1708 Pastor in Neustadt am Kulm und betätigte sich zeitgleich als Dichter. Von 1745 bis 1761 war der spätere General und Geheime Kriegsrat Johann Philipp von Beust als Oberamtmann in Neustadt am Kulm tätig. Im Jahr 1778 kam das Oberamt Neustadt am Kulm zur Amtshauptmannschaft Bayreuth. Justus Friedrich Zehelein wurde 1791 Amtskastner in Neustadt am Kulm und 1800 Erster Justizamtmann (Königl. Preußischer Justizamtmann) der Stadt.

### Im 19. Jahrhundert
Während der folgenden politischen und wirtschaftlichen Blüte war Neustadt Sitz eines markgräflichen Amtes, eines Kastenamtes, einer Forstbehörde und eines Justizamtes. Diese Periode endete mit dem Verlust aller Ämter im Zuge der Einverleibung durch Bayern im Jahr 1803 und der Verwaltungsreformen in Bayern. Mit dem Gemeindeedikt von 1818 entstand die heutige Gemeinde. In den Jahren 1833 und 1846 entstanden erneut größere Brände. Dies schlug sich auch in der Entwicklung der Einwohnerzahl nieder: Die damalige Bevölkerungszahl entsprach in etwa der heutigen. Aus wirtschaftlicher Sicht war die Stadt zu dieser Zeit geprägt von Landwirtschaft und Weberei. Am 12. November 1659 erließ der zu dieser Zeit noch minderjährige Markgraf Christian Ernst Markgraf zu Kulmbach und Brandenburg mit Zustimmung seiner beiden Vormünder Friedrich Wilhelm und Georg Albrecht, Markgrafen zu Brandenburg, eine eigene Zunftordnung für die Weber von Neustadt am Kulm. Weitere Hinweise auf die Ausübung des Webereihandwerks in der Stadt sind auch im Königlich Bayerischen Intelligenz-Blatt für Oberfranken aus dem Jahr 1839 zu finden. Im späten 19. Jahrhundert wurde in einem tiefen Steinbruch am Osthang des Rauhen Kulms in großem Umfang Basalt für den Straßen- und Schienenbau abgebaut. Dabei wurden auch Überreste des mittelalterlichen Walles auf einer Länge von etwa 35 Metern abgetragen. Auch der Kleine Kulm blieb von industriellen Abbau nicht verschont, wodurch er seine heutige Form erhielt. Der Kühhübel wurde sogar fast komplett abgetragen.
Nachdem die Burgen auf den Kulmen längst zerstört waren, entstand Anfang des 19. Jahrhunderts die Idee, eine Aussichtsplattform auf dem Rauhen Kulm zu errichten. Im Jahr 1807 installierte Johann Nicolaus Apel einen hölzernen Aussichtsturm auf dem Gipfel des Berges. Darin befand sich über einem Saal eine bewegliche vergoldete Sonne, weshalb der Turm auch Sonnentempel genannt wurde. Apels Turm existierte bis ins Jahr 1895. Damals wurde die baufällig gewordene Konstruktion durch einen neuen Turm ersetzt.

### Anfang des 20. Jahrhunderts bis zum Ende des Zweiten Weltkriegs
Am 7. August 1920 wurde der Sportverein „Siegfried“ gegründet. In den Anfangsjahren wurde hauptsächlich die Schwerathletik (insbesondere Gewichtheben) betrieben. Später (1946) wurde der Sportverein in SpVgg umbenannt und der Volkssport Fußball war inzwischen in den Vordergrund getreten (zeitweise existierte auch eine Tischtennissparte). Der zweite Aussichtsturm auf dem Rauhen Kulm musste im Jahr 1937 durch einen dritten ersetzt werden. Diese neue Konstruktion war sechs Meter höher als ihre Vorgängerin und überstand den Zweiten Weltkrieg. Die Stadt Neustadt am Kulm hingegen wurde ein weiteres Mal Opfer von Verwüstungen eines Krieges. Sie lag in der Zeit des Nationalsozialismus im Wehrkreis XIII, der Nordbayern und Westböhmen umfasste. Das zuständige Wehrkreiskommando hatte seinen Sitz in Nürnberg und stellte die 4. Panzer- und die 296. Infanterie-Division.
Während die männliche Bevölkerung an der Front beziehungsweise bereits in Kriegsgefangenschaft war, wurde die Stadt am 19. April 1945 schwer getroffen, als zwischen 8:55 und 10:00 Uhr vormittags acht amerikanische Jagdflugzeuge vom Typ P-47 Thunderbolt über 168 Gebäude zerstörten. Dabei wurde insbesondere der mittelalterliche Stadtkern mitsamt dem spätgotischen Stadttor und dem Rathaus von 1654 vernichtet. Drei Einwohner Neustadts starben beim Angriff. Fünf Kinder kamen in den Folgetagen ums Leben, als sie mit zunächst nicht explodierter Munition gespielt hatten. Bei den angreifenden Flugzeugen handelte sich um acht Maschinen des 377th Fighter Squadron, die zur 362nd Fighter Group gehörten. Die 362nd Fighter Group war der 9th Air Force unterstellt, zu diesem Zeitpunkt gehörte sie zum XIX Tactical Air Command. Zusätzlich zum schweren Bord-MG .50 cal (Kaliber 12,7 mm) waren vier Jagdbomber mit je einer 500 lbs schweren Allzwecksprengbombe bewaffnet. Die anderen vier Flugzeuge waren mit je zwei Brandbomben M76 bestückt. Im zweiten Anflug wurden noch 20 Raketen vom Typ HVAR 5 und 3021 Schuss aus den Bord-MG aus ca. 60 Meter Höhe verschossen. Laut den Aufzeichnungen aus dem Air-Force-Archiv in Amerika wurde der Angriff ohne jeden Grund ausgeführt. Vielleicht erweckte das mittelalterliche Stadtbild bei Auswertungen der amerikanischen Luftaufklärung den Eindruck einer intakten Festung. Während des Bombenangriffs befand sich noch ein gepanzertes Fahrzeug der Wehrmacht, vermutlich eine mobile Feldküche, auf dem Marktplatz, das die deutschen Truppen bei ihrem Rückzug zurücklassen mussten, da es defekt war und nicht schnell genug wieder instand gesetzt werden konnte. Es gibt Berichte, dass sich angeblich verwundete ungarische Soldaten in der Stadt befanden, die allerdings keinen Widerstand leisteten.
Nach dem Bombardement stand Neustadt für einige Stunden in Flammen. Die Bevölkerung konnte die größten Brände im Laufe des Vormittags unter Kontrolle bringen, ehe Einheiten der amerikanischen 26th Infantry Division, die von Thüringen aus in Richtung Österreich vorstieß, die Stadt gegen 13:20 Uhr ohne Widerstand seitens der Bevölkerung einnahmen und damit von der Herrschaft des Naziregimes befreiten. Am Abend desselben Tages verloren weitere elf Menschen ihr Leben, als amerikanische Jagdbomber am Bahnhof Kemnath-Neustadt zwei Personenzüge angriffen.

### Nachkriegszeit bis zur Gegenwart

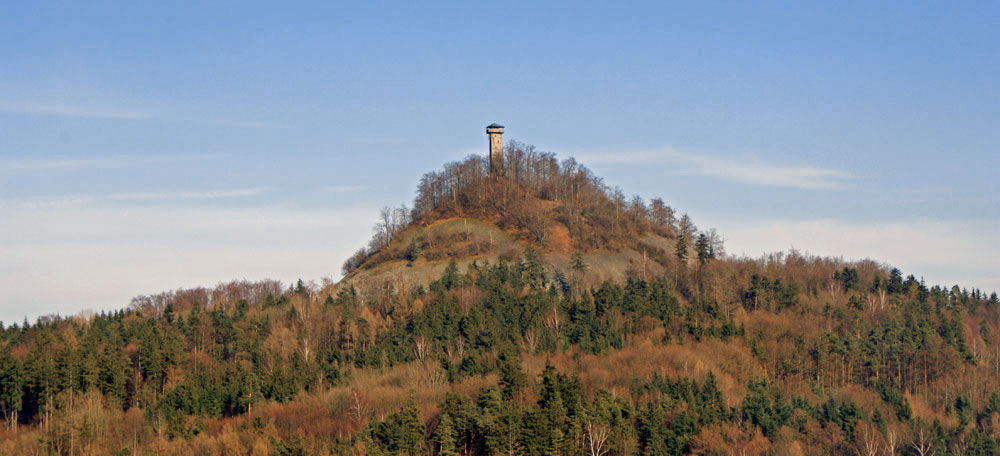
Der Rauhe Kulm mit Aussichtsturm (2011)

Nach dem Zweiten Weltkrieg wurde Neustadt am Kulm mit Ausnahme der mittelalterlichen Stadttore wieder aufgebaut. Der Turm auf dem Rauhen Kulm musste aufgrund von Witterungseinflüssen im Jahr 1962 durch eine neue Plattform ersetzt werden: Fortan thronte eine 25 Meter hohe Stahlkonstruktion mit Lärchenholzverkleidung über der Stadt Neustadt am Kulm. Am 30. Juni 1984 wurde dieser vierte Turm durch Brandstiftung zerstört. Innerhalb einer halben Stunde stürzte die Konstruktion in sich zusammen. Der Täter konnte bis heute nicht ermittelt werden. In den folgenden Jahren wurde ein fünfter, noch existierender Turm errichtet. Die Einweihung fand am 1. Juli 1987 unter Bürgermeister Karl Pühl statt, der eine der treibenden Kräfte beim Wiederaufbau des Turmes war. Die Baukosten beliefen sich auf rund 850.000 Deutsche Mark.
Im Zuge der Gebietsreform von 1972 entstand die heutige Gemeinde: Filchendorf, Mockersdorf und der Weiler Scheckenhof schlossen sich an. Der alte Landkreis Eschenbach in der Oberpfalz, zu dem Neustadt gehört hatte, wurde aufgelöst und ging im Landkreis Neustadt an der Waldnaab auf. Zwar hatten sich 90 Prozent der Neustädter für eine Verwaltungsgemeinschaft mit Speichersdorf und damit den Wechsel in den Regierungsbezirk Oberfranken sowie den Landkreis Bayreuth ausgesprochen, ihr Wunsch wurde aber nicht berücksichtigt.
Die Raiffeisenbank Neustadt wurde am 30. Dezember 1970 mit der Raiffeisenbank Speichersdorf zur Raiffeisenbank am Kulm verschmolzen. Im Jahr 1995 feierte die Kulmstadt ihr 625-jähriges Stadtjubiläum.
Neustadt am Kulm ist Mitglied der Städtepartnerschaft Neustadt in Europa. Das Ziel der Arbeitsgemeinschaft ist die Förderung des Fremdenverkehrs und von Handel und Gastronomie in den Städten und Gemeinden mit dem Namen Neustadt sowie vor allem die Förderung zwischenmenschlicher Beziehungen aller Neustädter über Ländergrenzen hinweg. Die Gemeinschaft veranstaltet jährlich dreitägige Neustadt-Treffen. Vom 25. Juli bis 27. Juli 2003 war die Kulmstadt Gastgeber des 25. Neustadt-Treffens. Für das Jahr 2026 ist die Kulmstadt erneut als gastgebendes Neustadt vorgesehen. Partnerschaften bestehen mit der Stadt Eschenbach in der Oberpfalz und den Gemeinden Lichtenau (Sachsen), Speichersdorf und Speinshart.
Der Rauhe Kulm wurde bei einer Umfrage der Heinz-Sielmann-Stiftung EUROPARC Deutschland e. V. zu Deutschlands schönstem Naturwunder des Jahres 2013 gewählt. Zur Auswahl standen 21 Naturdenkmale aus den Nationalen Naturlandschaften und anderen Regionen Deutschlands. Den zweiten Platz belegte die Steinerne Rose bei Saalburg-Ebersdorf. Auf dem dritten Rang folgte der Stiefel bei St. Ingbert.
Seit dem Jahr 2010 findet jährlich der Almabtrieb statt, der sich nicht zuletzt wegen seiner Einmaligkeit in der Gegend zu einem Event für die gesamte Region mit zahlreichen Ständen auf dem Marktplatz entwickelt hat. Waren es im ersten Jahr noch etwa 100 Besucher, strömten im Jahr 2017 über 1.500 Menschen in die Stadt. Die Ziegen grasen den Sommer über auf dem Kleinen Kulm. Für die Organisation der Veranstaltung zeichnet der Obst- und Gartenbauverein verantwortlich. Das Fest wurde 2012 von einem Fernsehteam des Bayerischen Rundfunks begleitet.
Im ersten Viertel des 21. Jahrhunderts wurde zwischen Neustadt am Kulm und Mockersdorf ein neues Baugebiet erschlossen. Es trägt den Namen Kulmblick und ist, Stand 2021, fast komplett bebaut. Deshalb wurde die Bauleitplanung für die Erweiterung des Baugebietes Grünlohe eingeleitet. Im Jahr 2021 wurde die Kulmterrasse am Fuße des Rauhen Kulm, unterhalb des Sandbergs, eröffnet. Sie beinhaltet neben einem gastronomischen Angebot eine Dauerausstellung archäologischer Funde. Gestartet wurde zudem die bereits 2016 beauftragte Sanierung des Marktplatzes. Sie wird etwa 2,4 Millionen Euro kosten. Am Pfingstwochenende im Mai 2023 fand die Feier zum 150-jährigen Bestehen der Freiwilligen Feuerwehr Neustadt am Kulm am Gelände des Sportvereins SpVgg Neustadt am Kulm statt.

## Verweise und Quellen